# Carlos Jiménez Díaz
Carlos Jiménez Díaz (Madrid, 9 de febrero de 1898-ibídem, 18 de mayo de 1967) fue un médico español.

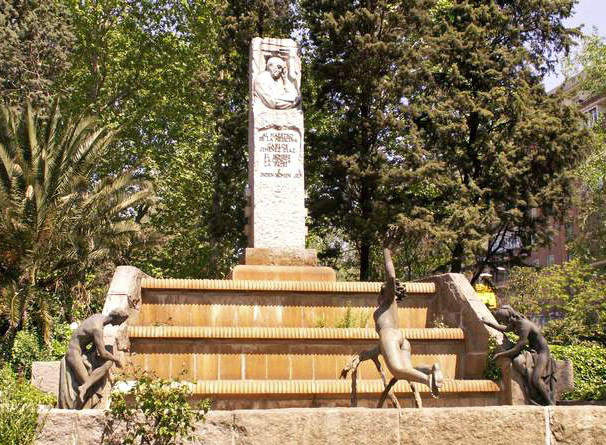
Fuente Carlos Jiménez Díaz de Juan de Ávalos y Taborda (1969) en la plaza de Cristo Rey, entre la Clínica de la Concepción (Fundación de Jiménez Díaz) y el Hospital Clínico de San Carlos.

## Biografía
Segundo de los cuatro varones que tuvo el matrimonio de Mariano Jiménez Hortés (hijo de unos labradores de Albares) y Jacoba Díaz Benito (de familia también labriega de El Molar), Jiménez Díaz hizo sus estudios de bachillerato en el Instituto San Isidro de Madrid, donde su expediente académico se considera uno de los mejores. Al terminar dichos estudios decidió estudiar medicina en la Facultad de Medicina de San Carlos, donde encuentra su instrucción poco satisfactoria, por lo que decide solo acudir a las clases de Santiago Ramón y Cajal en histología e histoquímica normal y anatomía patológica en la Universidad Central de Madrid, hoy Universidad Complutense de Madrid; de Teófilo Hernando Ortega en terapéutica en las salas del Hospital Clínico San Carlos y de Juan de Azúa Suárez en dermatología en el Hospital Provincial de Madrid y aprender el resto en los libros y revistas de la biblioteca.
A mediados del año 1919 concluye la carrera con el Premio Extraordinario de la Licenciatura, y ese mismo verano, mientras trabajaba como médico de baños en el desaparecido balneario La Fuente del Toro en El Molar, hace su tesis doctoral basándose en estudios experimentales llevados a cabo con el profesor Fernando Enríquez de Salamanca y Danvila y la titula Factores esenciales de la dieta y el crecimiento, obteniendo en octubre el doctorado en medicina también con premio extraordinario. Sin embargo, tenía pendiente la realización del servicio militar (obligatorio para la época), el cual realiza, después de pagar para que fuera así, durante tres meses por las mañanas en un cuartel, dedicando el resto del día a la preparación para la oposición para la que había firmado seis meses después de graduado.
El 20 de febrero de 1920 comenzaron las oposiciones a la cátedra de patología médica de Barcelona y Valladolid con la presencia de ocho aspirantes: Pablo Ferrer Piera (el favorito por ser médico de Alejandro Lerroux), Carlos Jiménez Díaz, Enrique Nogueras Coronas, Francisco Ferrer Solervicens, Misael Bañuelos, Sánchez Salcedo, Vicente Gaite y Ferret Obrador. El 3 de marzo de 1920 obtuvieron plaza por unanimidad Pablo Ferrer Piera (que escogió Barcelona) y Misael Bañuelos (que escogió, por defecto, Valladolid). Esta decisión, por considerarse sesgada, generó manifestaciones de estudiantes y médicos en contra de las preferencias y amiguismos en dichos actos de acceso al profesorado universitario, a pesar de que el propio Jiménez Díaz siempre reconoció que su preparación y experiencia no era aún suficiente para obtener una cátedra. En 1920 firma y no se presenta a la oposición de la cátedra de fisiología de Madrid que dejara vacante José Gómez Ocaña.
Sus planes entonces se desvían a proseguir su educación médica en el extranjero mediante una beca concedida por la Junta para la Ampliación de Estudios (institución encargada de promover la investigación y la educación científica en España en la primera parte del siglo XX), por lo que viaja al recién derrotado Imperio Alemán, donde trabajó en Berlín con Leonor Michaelis (bioquímica), Friedrich Kraus (clínica), Adolf Bickel (medicina experimental), Arthur Heffter (farmacología), Otto Lubarsch (anatomía patológica) y Adolf von Strümpell (clínica), entre otros. Luego se trasladó a Fráncfort del Meno donde trabajó con Carl von Noorden. Se disponen de certificados acreditativos de Bickel y Heffter.
De retorno a España, oposita a una cátedra de patología médica, que solo por demasiado joven no había de alcanzar entonces; aunque lo lograría sin dificultad poco después, cuando solo contaba 24 años de edad. Tras de regentar durante dos cursos la cátedra de clínica médica de Sevilla, pasa en 1926, por nueva oposición, a la de Madrid, donde hasta su muerte había de ejercer un brillante magisterio que atraería tanto a alumnos como a numerosos profesionales de la medicina.
Pronto concibe Jiménez Díaz la idea de lo que —junto con la docencia universitaria y el trabajo clínico hospitalario y privado— iba a constituir la razón de su vida: la creación de un instituto, que reuniera clínicas y laboratorios en un conjunto bien estructurado, dedicado a la investigación al servicio de la medicina. Logra interesar en la empresa a notorias personalidades de la vida nacional, bajo cuyo amparo toma cuerpo el Instituto de Investigaciones Médicas, que se instala en una de las alas de la nueva Facultad de Medicina de Madrid y comienza a funcionar en la primavera de 1935. Pero poco después, durante la Guerra Civil, aquellos parajes son campo de batalla y todo queda arrasado. Entretanto, Jiménez Díaz da conferencias en Londres y prepara un libro en París. Durante su estancia en Reino Unido, trabaja junto con organizaciones católicas británicas en labores de propaganda a favor del bando sublevado. Nuevamente de regreso a su patria, dirige temporalmente el Hospital Nuestra Señora de las Mercedes en San Sebastián hasta que puede establecerse en Madrid. Al terminar la contienda, las destrucciones materiales y más aún las incomprensiones que Jiménez Díaz había de sufrir, impiden la reanudación de la tarea de su instituto en los locales de la facultad. Pese a los obstáculos, es readmitido por la comisión depuradora de la Universidad de Madrid en enero de 1940, y finalmente la fundación renace el 13 de febrero del mismo año, en una casa del barrio del Pacífico. También es nombrado miembro del Consejo Nacional de Educación por el ministro José Ibáñez Martín.
Al cabo de dos años, el prestigio del doctor, puesto de manifiesto en una gira cultural por la América de habla española y avalado por la concesión de la Gran Cruz de Alfonso X el Sabio, le dará nuevo espacio para los laboratorios en la Ciudad Universitaria. Como aún le faltaban las clínicas, hubo de opositar a una plaza del Hospital General. Tras su primer ejercicio, el tribunal decide la concesión de la misma, dada la superior categoría del candidato.

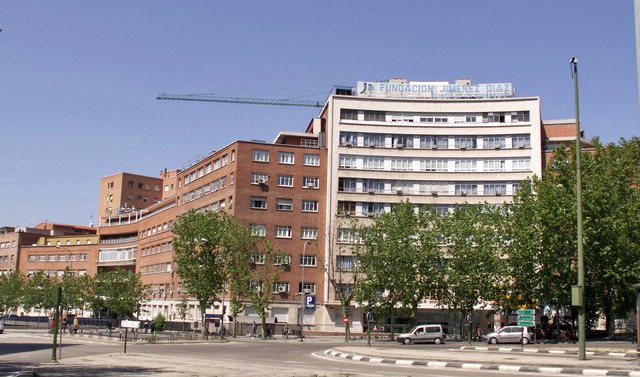
Fundación Jiménez Díaz.

En 1955, el Instituto de Investigaciones Médicas abre sus puertas en el edificio de nueva planta que se eleva en La Moncloa, sobre las ruinas de la benemérita Fundación Rubio, del que es parte principal la famosa clínica que, por el nombre de la esposa de Jiménez Díaz, sería llamada de la Concepción. Sucesivas ampliaciones permitirían concentrar allí las instalaciones dispersas y montar otras nuevas. Allí se celebraría en 1958 el IV Congreso Internacional de Medicina Interna. En ella funciona una escuela de posgraduados y otra de enfermeras. Entre los años 1955 y 1960 se haría una interesante experiencia docente, dirigida a estudiantes de medicina, que se vio ahogada por las escasas posibilidades de autonomía universitaria. Posteriormente se reanudó esta actividad en colaboración con la Universidad Autónoma de Madrid.
El profesor Jiménez Díaz fue académico de número en la Nacional de Medicina y de honor de diversas academias: doctor honoris causa por las universidades de Coímbra y de Navarra; miembro fundador de la Sociedad Internacional de Medicina Interna —que presidiría entre los años 1960-64—, de las de Alergia, Cardiología y otras varias; premio Juan March; medalla Sahli, etc.
Son bien conocidas sus publicaciones Lecciones de Patología médica (1934-52), Problemas de la Patología interna (1944 y 1953), El asma y procesos afines (1953) y El médico explorando a su enfermo (1954); y muchos de sus numerosos artículos científicos. Fundó asimismo la Revista Clínica Española, en 1940, que aún sigue editándose en la actualidad. En 1948 se inició la edición del Bulletin of the Institute for Medical Research.
Problemas médicos que ha estudiado especialmente Jiménez Díaz con sus colaboradores son los del «latirismo», las esteatorreas, el asma, el fenómeno de la inmunosupresión, la hipertensión y la patología renal. Su criterio médico supo unificar la visión anatomo-clínica de la ciencia germana con la fisiopatológica del ámbito anglosajón.
A pesar de la grave afección sufrida en 1963, y del duro accidente de carretera acaecido dos años después, continuó Jiménez Díaz su labor incansable apoyado en sus muletas; murió súbitamente, mientras trabajaba en su propia clínica, el 18 de mayo de 1967.
La constitución en 1962 de la Fundación Jiménez Díaz, la generosidad del fundador y de su esposa —fallecida poco después— y el plantel de eminentes colaboradores formados en su estilo clínico, científico y humano, (Eloy López García, José Perianes, Pedro Fernández del Vallado, Gregorio Rabago, José Rallo, Alfonso Merchante, Mariano Jiménez Casado y muchos otros), garantizan la continuidad de la labor emprendida por esta figura señera de la medicina española contemporánea.